# Platonești
Platoneşti é uma comuna romena localizada no distrito de Ialomiţa, na região de Muntênia. A comuna possui uma área de 37.20 km² e sua população era de 2105 habitantes segundo o censo de 2007.